# اورال قطبی
اورال قطبی (به لاتین: Polar Urals) یک رشته‌کوه در روسیه است که در جمهوری کومی واقع شده‌است. اورال قطبی ۱٬۴۷۲ متر بالاتر از سطح دریا واقع شده‌است.